# Louis Calvinhac
Louis-Gustave-François Calvinhac est un homme politique français né le 24 juin 1849 à Montauban (Tarn-et-Garonne) et décédé le 6 juillet 1902 à Bois-Colombes (à l'époque dans le département de la Seine, aujourd'hui Hauts-de-Seine).

## Biographie
Militant socialiste, conférencier et journaliste, il fonde l'un des premiers journaux socialiste d'Algérie, en 1870. Participant à la Commune de Paris en 1871, il est arrêté et interné 6 mois avant d'être libéré. Il est conseiller municipal de Paris en 1878, élu dans le quartier de Charonne. Il est invalidé pour défaut de domiciliation et vient alors s'installer à Toulouse. Conseiller municipal socialiste de Toulouse, il est député de la Haute-Garonne de 1887 à 1902, inscrit au groupe ouvrier socialiste.

## Sources
- « Louis Calvinhac », dans Adolphe Robert et Gaston Cougny, Dictionnaire des parlementaires français, Edgar Bourloton, 1889-1891 [détail de l’édition]
- « Louis Calvinhac », dans le Dictionnaire des parlementaires français (1889-1940), sous la direction de Jean Jolly, PUF, 1960 [détail de l’édition]